# Pomnik Iwana Bunina (Woroneż)
Pomnik Iwana Bunina (ros. Памятник И. А. Бунину) – pomnik wykonany z brązu, przedstawiający rosyjskiego pisarza, oraz noblistę w dziedzinie literatury Iwana Bunina, znajdujący się w jego rodzinnym mieście, Woroneżu, w Rosji.
Pierwsze wzmianki o instalacji tegoż pomnika pojawiły się w 1990 roku, z inicjatywy rządu Rosji. Projekt rzeźby noblisty wykonał Alexander Burganow, profesor Moskiewskiego Państwowego Artystyczno-Przemysłowego Uniwersytetu imienia S.G. Stroganowa, natomiast granitowy cokół zaprojektowany został przez grupę architektów pochodzących z Woroneża. Pomnik następnie, został podarowany miastu Woroneż. Odsłonięcie pomnika nastąpiło w dniu 13 października 1995 roku w parku, który także został nazwany imieniem noblisty, z okazji 125. rocznicy jego urodzin.

## Opis pomnika
Rzeźba osadzona na granitowym cokole, przedstawia poetę siedzącego na zwalonym drzewie, obok niego leży otwarta księga, postawa poety ma symbolizować niepokój i nadzieję, a także lęk  spowodowany rozstaniem z Rosją (po Rewolucji październikowej w Rosji, poeta emigrował do Francji). U stóp poety łasi się pies symbolizujący samotność i izolację.